# Wilczomleczowce
Wilczomleczowce, trójsiemne (Euphorbiales Lindl., daw. Tricoccae) – rząd roślin należący do klasy dwuliściennych. Liczy ok. 8000 gatunków, rosnących przede wszystkim w krajach tropikalnych.

## Charakterystyka
KwiatyRozdzielnopłciowe, z pojedynczym okwiatem lub pozbawione okwiatu, mają górny słupek zbudowany z trzech owocolistków.
OwoceRozłupnie rozpadające się na 3 lub więcej części.

## Systematyka
Rodziny należące do wilczomleczowców:
- wilczomleczowate (Euphorbiaceae Juss.)